# Francesco Albertini
Francesco Albertini (Florencia, ca. 1470 - Roma, 1520), clérigo, humanista y arqueólogo italiano.

## Biografía
Canónigo de San Lorenzo en Florencia, escribió guías turísticas sobre esta ciudad especialmente atentas al arte y la epigrafía (Memoriale di molte statue et picture sono nella inclyta cipta di Florentia per mano di sculptori et pictori excellenti moderni et antiqui, Florentia: Antonio Tubini, 1510), dedicado a su amigo el escultor Baccio di Montelupo, y sobre Roma (Opusculum de mirabilibus novae & veteris urbis Romae, 1510), que tuvo mucho éxito al poner de moda la arqueología de la Ciudad Eterna. Esta última ilustraba sistemáticamente las calles, monumentos e inscripciones de la Roma antigua en sus dos primeros libros, mientras que una segunda parte más breve, el tercer libro, se ocupa en describir la ciudad contemporánea y sobre todo las reformas debidas a los papas Sixto IV y Julio II; a este último dedicó finalmente la obra. El libro contiene la primera mención de Miguel Ángel y una referencia a Américo Vespucio. Tuvo otras ediciones (Roma: Mazzocchi, 1515 y con el título Mirabilia Rome: opusculu[m] de mirabilius noue et veteris vrbis Rome (Lugduni: Ioan Marion, 1520). Otra obra suya es el De Roma prisca et nova varii auctores... (Roma: Mazzocchi, 1523), que incluye la obra anterior y además algunas de Vibius Sequester, Publius Victor, Pomponius Laetus, Fabricius Varranus, Raphael Volterranus, Flavius Blondus, Rutilius Numatianus y Lorenzo Valla.

## Fuente
- Builders and Humanists, Houston, Texas, 1966, pp. 243-244.

- Datos: Q3749516